# Man With No Name
Man With No Name (auch M.W.N.N.), mit bürgerlichem Namen Martin Freeland, ist ein britischer Goa-Trance-DJ.

## Biografie
Er war zunächst Techno-Produzent, entwickelte sich aber Anfang der 1990er Jahre stilistisch in Richtung Goa-Trance und brachte seinen charakteristischen reichhaltig arrangierten Sound in das Genre ein, mit dem er den Goa-Trance auch in Kontinentaleuropa bis Ende der 1990er Jahre stark prägte. Typisch für Man With No Name und wohl auch seine bekanntesten Tracks sind Lunar Cycle sowie Neuro Tunnel, beide 1995 bei Dragonfly Records veröffentlicht.

## Diskografie

### Alben
- 1996: Moment of Truth
- 1998: Earth Moving the Sun
- 2000: Teleportation
- 2003: Interstate Highway

### Singles
| Jahr | Titel Album                                  | Höchstplatzierung, Gesamtwochen, AuszeichnungChartsChartplatzierungen (Jahr, Titel, Album, Platzierungen, Wochen, Auszeichnungen, Anmerkungen) | Anmerkungen  |
| Jahr | Titel Album                                  | UK | Anmerkungen  |
| ---- | -------------------------------------------- | --- | ------------ |
| 1990 | Way Out West                                 | UK96 (2 Wo.)UK |              |
| 1995 | Floor-Essence Moment of Truth                | UK68 (2 Wo.)UK |              |
| 1996 | Paint A Picture                              | UK42 (2 Wo.)UK | feat. Hannah |
| 1996 | Teleport / Sugar Rush                        | UK55 (2 Wo.)UK |              |
| 1998 | Vavoom! Earth Moving The Sun                 | UK43 (2 Wo.)UK |              |
| 1998 | The First Day (Horizon) Earth Moving The Sun | UK72 (2 Wo.)UK |              |

Weitere Singles
- 1991: Geddit?/120 Something
- 1992: From Within EP
- 1994: Teleport/Sly-Ed
- 1995: Lunar Cycle
- 2000: Reincarnation/Revenge
- 2000: Teleport (Remixes)
- 2003: Axis Flip/Lights Out
- 2011: Remixes EP
- 2014: Vice Versa